# Beyond the Astral Skies
Beyond the Astral Skies — третий и последний альбом группы Electric Sun, был записан в период с декабря 1983 года по апрель 1984 года и выпущен EMI в 1985 году. Первый крупный релиз Electric Sun; обложку альбома выполнила Моника Даннеманн. Этот альбом посвящен Мартину Лютеру Кингу.

## Об альбоме
Звучание альбома существенно изменилось по сравнению с предшественниками. Группа стала использовать клавишные, других вокалистов, перкуссию, более оркестрованную и мелодичную музыку. Кроме этого, Ули Джон Рот стал использовать новую гитару собственной конструкции «Sky Guitar» — изготовленный на заказ инструмент с дополнительными ладами и более широким тональным диапазоном, что ещё больше расширило его звуковую палитру. В дополнение Рот применял двенадцати- и шестиструнные акустические гитары.
Сам гитарист считает, что Beyond The Astral Skies, безусловно, самый сильный из трех первых альбомов группы, потому что он самый художественно насыщенный. «В нём гораздо сильнее проявилось симфоническое мышление, хотя я все еще в основном работал на гитаре. В основном, гитара была главной частью оркестра, и я думаю, что с точки зрения песни и музыки это был большой шаг вперед», — сказал Ули Джон Рот.
Ведущий сингл альбома «The Night The Master Comes» и его B-сайд, «The Return» был выпущен в 1985 году. Также на песню «The Night The Master Comes» сделано промо-видео, которое было снято в январе 1985 года в Лондоне.
Обозреватель журнала Record Collector в целом положительно оценивает этот альбом: «Как и следовало ожидать, гитарная работа Рота сияет. Она многослойная, быстрая и сложная, но никогда не перегруженная. Заглавный трек (и сингл) „The Night The Master Comes“ остается классикой и хорошо задает тон для большей части альбома. Тем не менее, жаль, что пара треков к концу дрейфуют немного бесцельно. Это почти давно утерянная классика».
Альбом имел некоторый коммерческий успех — он поднялся до 64-й позиции в UK Albums Chart в феврале 1985 года.
В первой половине 1985 года группа отправилась в долгий концертный тур, который включал Великобританию, Германию и Швецию. Гастроли завершились первым американским туром Electric Sun. Концерты шли по всей Америке до июля, и, хотя они были успешными, группа потеряла много денег из-за непрофессионализма гастрольного менеджера, допустившего перерасход средств на оборудование и организацию тура. Последнее шоу было в Висконсине, Милуоки, на Beerfest —  это фестиваль у озера, который проводился каждый год 4 июля с фейерверком. Так завершился последний концерт Electric Sun.
«Из трех альбомов, записанных мной с группой Electric Sun после ухода из Scorpions, моим любимым является “Beyond The Astral Skies” (1985).»
— Ули Джон Рот, интервью Classic Rock

## Список композиций
- Список композиций указан в соответствии с информацией сайта Discogs[12]. Автор всех композиций — Ули Джон Рот.

1. «The Night the Master Comes» — 4:16
2. «What Is Love?» — 3:24
3. «Why?» — 4:51
4. «I’ll Be There» — 5:02
5. «Return (Chant of Angels)» — 3:27
6. «Icebreaker» — 2:39
7. «I’m a River» — 4:45
8. «Angel of Peace» — 3:43
9. «Eleison» — 6:56
10. «Son of Sky» — 2:21

## Участники записи
| Ули Джон Рот      | Клавишные, бас, вокал и гитара        |
| Клайв Банкер      | Барабаны и перкуссия                  |
| Майкл Флексиг     | Вокал                                 |
| Элизабет Маккензи | Вокал (на Eleison)                    |
| Уле Ритген        | Бас и бэк-вокал                       |
| Роберт Кертис     | Скрипка и альт (на Eleison)           |
| Дженни Эванс      | Бэк-вокал                             |
| Дороти Паттерсон  | Вокал (на Return, Icebreaker)         |
| Ники Мур          | Вокал (на The Night The Master Comes) |
| Зено Рот          | Бэк-вокал                             |
| Райнер Пзара      | Бэк-вокал                             |